# Raïon de Chkotovo
Le raïon de Chkotovo (en russe : Шко́товский райо́н, Shkotovski raïon) est une subdivision administrative (raïon) et une municipalité (raïon municipal) du kraï du Primorié en Russie. Situé en Extrême-Orient russe, il couvre une partie des monts méridionaux du Sikhote-Aline dans le sud du Primorié, et il est baigné par la baie de l'Oussouri. Son centre administratif est la commune urbaine de Smolianinovo, et il compte en tout 21 localités. Sa population s'élevait à 21 135 habitants en 2023, et il est dans l'aire urbaine de Vladivostok.

## Géographie

### Situation
Le raïon de Chkotovo est situé dans le kraï du Primorié, un sujet du sud de l'Extrême-Orient russe. Le raïon, qui se trouve dans le centre-sud du Primorié, a une superficie de 2 664,50 km2. La subdivision est baignée par la baie de l'Oussouri du golfe de Pierre-le-Grand, un golfe du nord de la mer du Japon.

Le raïon est limitrophe de l'okroug urbain d'Artiom à l'ouest, de l'okroug urbain d'Oussouriïsk au nord-ouest, du raïon de Mikhaïlovka au nord, du raïon d'Anoutchino au nord-ouest, de l'okroug urbain de Partizansk à l'est, du raïon de Partizansk au sud-est, de la ville fermée de Fokino au sud et de la ville fermée de Bolchoï Kamen aussi au sud. Entre ces deux villes fermées se trouve une enclave littorale du raïon.

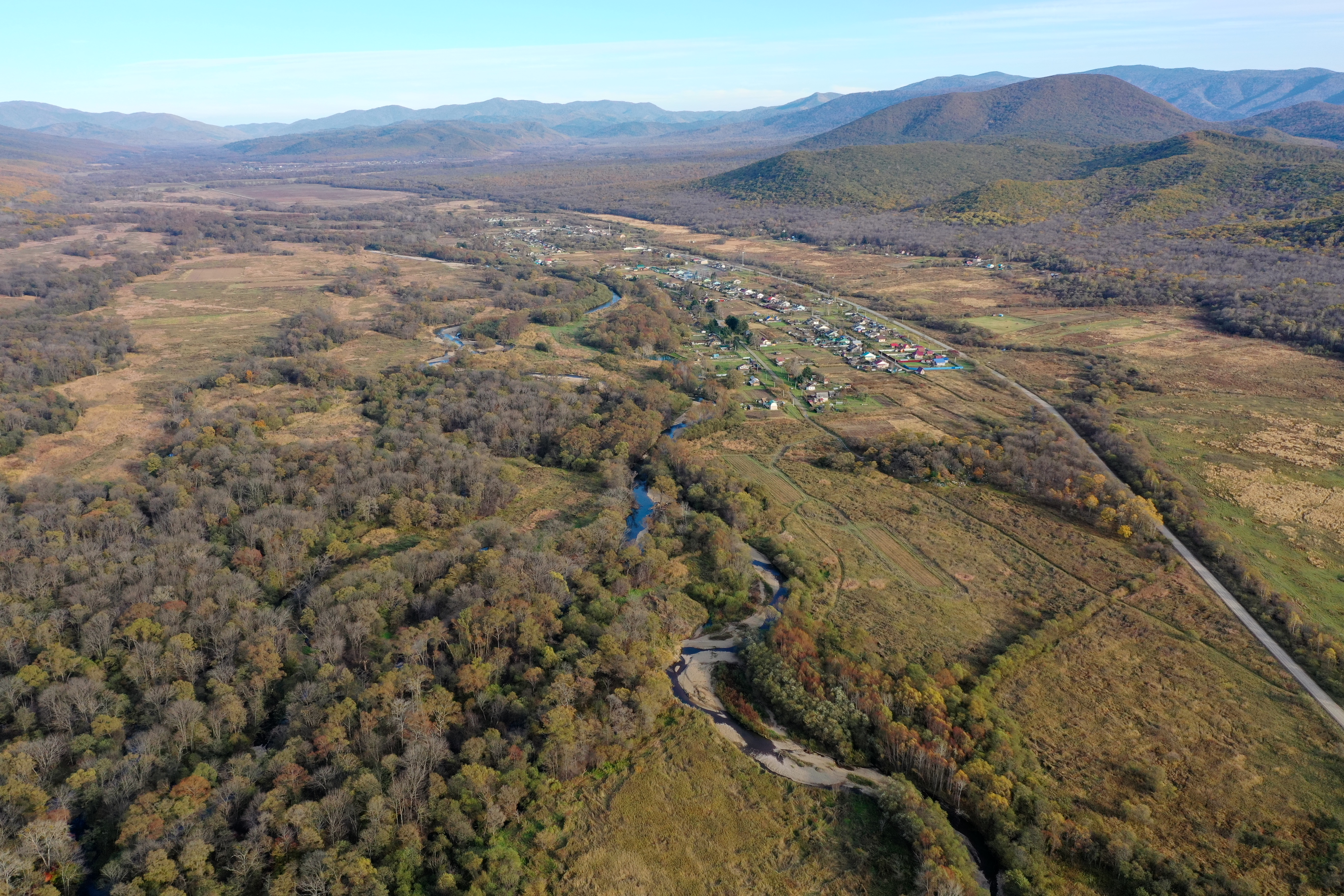
Vue aérienne du village de Novorossia.
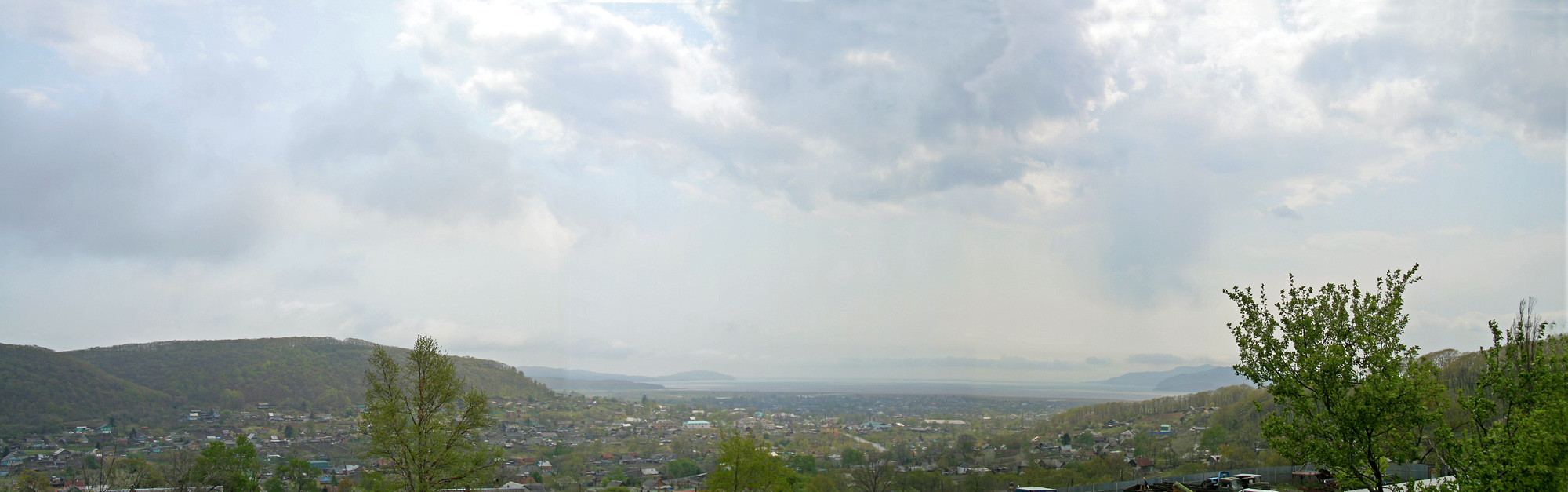
Vue de Chkotovo.
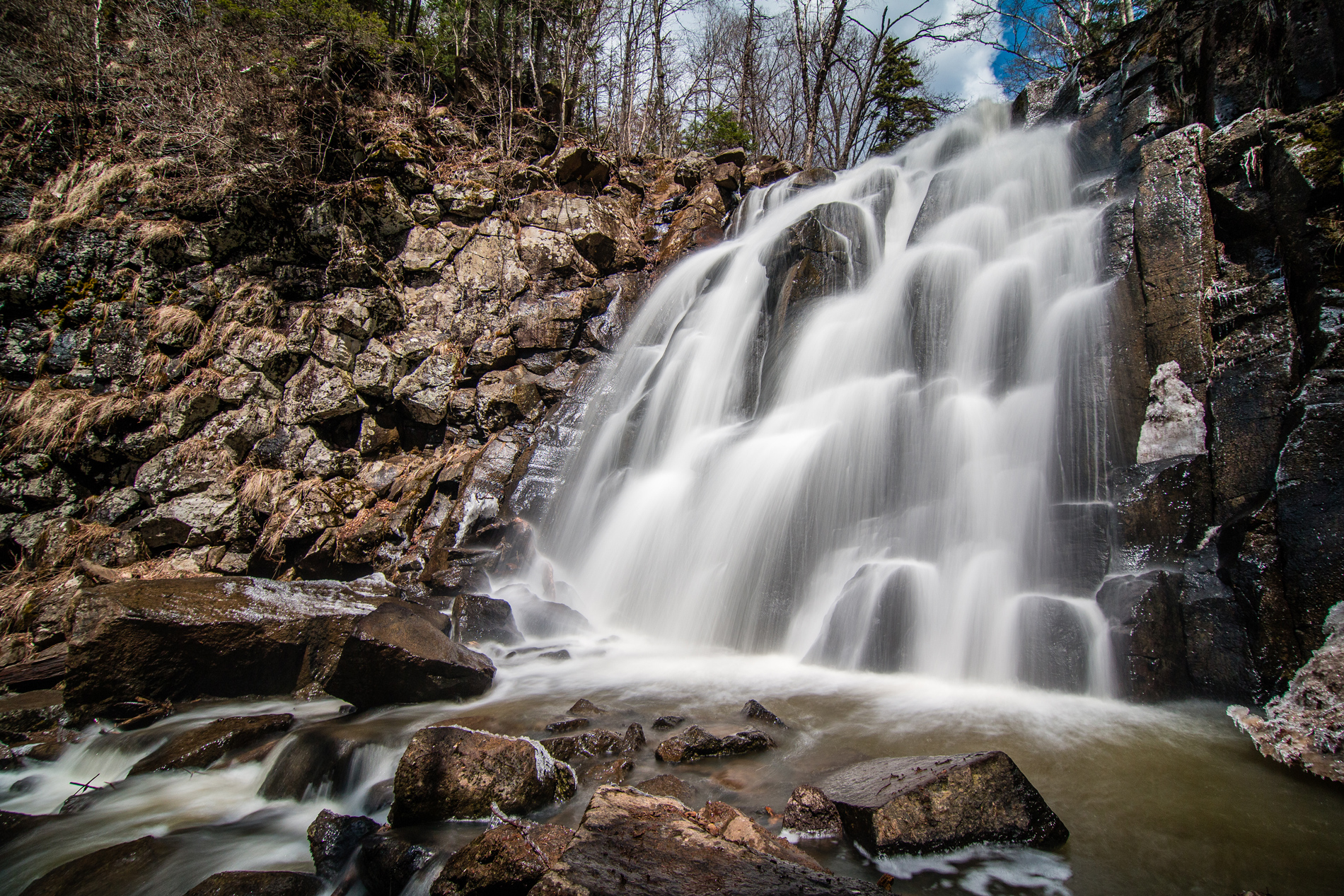
Une cascade dans le raïon.

### Aires protégées
La réserve naturelle de l'Oussouri se trouve pour 59,1 % de sa surface dans le raïon de Chkotovo, l'autre part se trouvant dans l'okroug urbain d'Oussouriïsk. Classée comme une zapovednik, elle héberge des tigre de Sibérie entre autres.

## Histoire
Le raïon de Chkotovo a été créé le 4 janvier 1926 par décret du Comité exécutif central panrusse.

## Démographie
Recensements (*) ou estimations de la population,:
| 1926*  | 1933   | 1939*  | 1959*  | 1970*  | 1979*  |
| ------ | ------ | ------ | ------ | ------ | ------ |
| 37 866 | 45 000 | 47 027 | 58 353 | 82 197 | 91 303 |

| 1989*   | 2002*  | 2010*  | 2012   | 2013   | 2014   |
| ------- | ------ | ------ | ------ | ------ | ------ |
| 111 460 | 25 809 | 25 809 | 24 364 | 24 285 | 24 233 |

| 2015   | 2016   | 2017   | 2018   | 2019   | 2020   |
| ------ | ------ | ------ | ------ | ------ | ------ |
| 24 281 | 24 495 | 24 297 | 24 182 | 23 939 | 23 825 |

| 2021*  | 2022   | 2023   | - | - | - |
| ------ | ------ | ------ | - | - | - |
| 21 343 | 21 302 | 21 135 | - | - | - |

## Localités
Le raïon de Chkotovo comptait au 29 juin 2023 11 localités, dont une commune urbaine. La localité la plus peuplée était Smolianinovo avec 5 297 habitants au recensement de 2021.
| Liste des localités | Liste des localités | Liste des localités | Liste des localités         | Liste des localités         |
| N°                  | Localité            | Statut              | Population Recensement 2010 | Population Recensement 2021 |
| ------------------- | ------------------- | ------------------- | --------------------------- | --------------------------- |
| 1                   | 53e km              | raziezd             | 30                          |                             |
| 2                   | Anissimovka         | village             | 715                         |                             |
| 3                   | Loukianovka         | hameau              | 79                          |                             |
| 4                   | Mnogoubodnoïe       | village             | 1224                        | 1 160                       |
| 5                   | Moliony Mys         | hameau              | 11                          |                             |
| 6                   | Myssovoï            | possoliok           | 494                         |                             |
| 7                   | Novaïa Moskva       | hameau              | 120                         |                             |
| 8                   | Novonéjine          | possoliok           | 2184                        | 1 955                       |
| 9                   | Novorossiïa         | village             | 479                         |                             |
| 10                  | Podiapolskoïe       | possoliok           | 1965                        | 894                         |
| 11                  | Retchitsa           | hameau              | 337                         |                             |
| 12                  | Rojdestvenka        | hameau              | 142                         |                             |
| 13                  | Romanovka           | village             | 2399                        | 1 981                       |
| 14                  | Smolianinovo        | commune urbaine     |                             | 5297                        |
| 15                  | Smialitchi          | hameau              | 23                          |                             |
| 16                  | Steklianoukha       | village             | 290                         |                             |
| 17                  | Strelok             | raziezd             | 21                          |                             |
| 18                  | Tsariovka           | hameau              | 150                         |                             |
| 19                  | Tsentralnoïe        | village             | 608                         |                             |
| 20                  | Chkotovo            | commune urbaine     |                             | 4734                        |
| 21                  | Chtykovo            | possoliok           | 1487                        |                             |

## Transports
Le raïon est desservi entre autres par la route régionale 05A-608 qui relie Nakhodka à Artiom et la route fédérale A370. Cette dernière route, l'A370, mène elle soit à Vladivostok soit à Khabarovsk. 